# Джарлінський
Джарлі́нський (рос. Джарлинский) — селище у складі Адамовського району Оренбурзької області, Росія.

## Населення
Населення — 561 особа (2010; 652 у 2002).
Національний склад (станом на 2002 рік):
- росіяни — 43 %
- казахи — 37 %